# Хавчин Самуїл Єзекиїлович
Самуїл Єзекиїлович Хавчин (нар. 1897) — український футбольний арбітр.
22 червня 1935 року дебютував як головний арбітр. Обслуговував поєдинок між лідерами тогорічної першості: збірними Москви і Ленінграда. З 1939 року — суддя всесоюзної категорії.
Протягом п'яти сезонів обслуговував матчі чемпіонату і кубку СРСР. Всього провів як головний рефері 12 ігор.
Голова колегії суддів м.Києва в 1930-1937, 1945-1947, 1957-1962 роках.